# 自由ソフトウェアのイベント一覧
以下は、FOSSの開発と使用に焦点を置いたコンピュータカンファレンスおよびその他のイベントの一覧である。

## 一般的な自由ソフトウェアイベント
一般的な自由ソフトウェアイベントの中には、Linuxという名前が付いているものもある。これは、Linuxのみのイベントとして始まり、その後対象を広げたためである。

### 北米、中米、南米
- Festival Latinoamericano de Instalación de Software Libre (FLISOL（英語版）) – 毎年4月の最終日曜日に、ラテンアメリカ全域で同じ日に開催される自由ソフトウェアインストールフェスティバル
- LibrePlanet – 2006年以来、マサチューセッツ州ボストンまたはその周辺でフリーソフトウェア財団が毎年開催[1]
- LinuxFest Northwest（英語版） – 2000年以来、春にワシントン州ベリンガムで開催
- SouthEast LinuxFest（英語版） – 2009年以来、毎年6月に開催[2]
- Southern California Linux Expo（英語版） (SCALE) – 2002年以来毎年ロサンゼルスで開催

### ヨーロッパ
- カオス・コミュニケーション・コングレス（英語版） – 1984年以来クリスマスと新年の間の週にドイツで開催
- Chemnitz Linux Days（英語版） – 1999年以来ドイツのケムニッツで開催
- DevConf.cz（英語版） – 2009年以来チェコのブルノで毎年開催
- Fosscomm（英語版） – 2008年以来ギリシャの別の都市で毎年開催
- FOSDEM – 2001年以来毎年2月にベルギーのブリュッセルで開催
- FrOSCon（英語版） – 2006年以来ドイツのザンクト・アウグスティン（英語版）(ボン近郊)で開催
- Linux Vacation / Eastern Europe（英語版） – 2005年以来毎年夏にベラルーシで開催
- SFSCON – 2004年以来イタリアのボルツァーノで開催

### アジア、オーストラリア
- FOSSASIA – 2009年以来シンガポール、ベトナム、タイ、インド、中国で毎年開催
- COSCUP（英語版） – 2006年以来、台湾で毎年開催
- linux.conf.au – 1999年以来、オーストラリアまたはニュージーランド(南半球)の夏に開催

### 国際
- Open Source Summit（英語版） – 2017年以前は「LinuxCon」として知られ、2009年以来、さまざまな大陸で毎年数回開催
- ソフトウェアの自由の日 – 2004年以来の国際的な記念日
- Open Forum Academy Symposium – オープンソースの社会的、政治的、経済的影響に関する問題を取り扱う学術会議

### 廃止
- Africa Source（英語版） – 2004年と2006年に開催
- Asia Source（英語版） – 2005年、2007年、2009年に開催
- August Penguin（英語版） – 2004年から2018年までイスラエルで毎年開催
- FOSS.IN（英語版） – 当初は「Linux Bangalore」として知られた。2001年から2012年まで開催  [要出典]
- Fórum Internacional Software Livre（英語版） (FISL) – 2000年から2018年までブラジルのポルト・アレグレで開催(来場者数7000人以上)
- Free Software and Open Source Symposium (FSOSS) – 2001年から2018年まで毎年10月にトロントのセネカカレッジで開催
- FSCONS（英語版） – 2007年から2019年まで毎年秋にスウェーデンのヨーテボリで開催
- Libre Software Meeting（英語版） – フランス語名「Rencontres mondiales du logiciel libre」、2000年から2018年まで毎年7月にフランスまたは周辺国で開催
- Linux Bier Wanderung（英語版） – 1999年から2019年まで毎年夏にヨーロッパの国で開催された非公式イベント
- Ontario Linux Fest（英語版） – 2007年から2009年まで秋にオンタリオ州トロントで開催
- Open Source Day（英語版） – 2008年から2019年まで毎年ポーランドのワルシャワで開催
- Open Source Developers' Conference（英語版） (OSDC) – 2004年から2015年まで毎年さまざまな国で開催[要出典]
- Solutions Linux – 1999年から2014年まで毎年パリで開催され、1万人の来場者を集めた展示会およびカンファレンス
- O'Reilly Open Source Convention（英語版）(OSCON) – 1999年から2019年まで毎年夏に米国で開催
- LinuxWorld Conference & Expo(「OpenSource World」とも呼ばれる) – 1998年から2009年まで開催[要出典]
- Wizards of OS（英語版） – 1999年から2006年まで2年ごとにベルリンで開催
- LinuxTag – 1996年から2014年まで毎年夏にドイツで開催

## 特定の自由ソフトウェアに関するイベント

### オペレーティングシステム
- DebConf – Debianオペレーティングシステムのカンファレンス。2000年から毎年開催
- Linuxカーネルサミット – 2001年から毎年開催

### プログラミング言語
- PyCon（英語版） – Pythonのカンファレンス。2003年からさまざまな場所で年に数回開催
- RubyConf – Rubyのカンファレンス。2002年からさまざまな場所で年に1回開催
- Yet Another Perl Conference（英語版） (YAPC) – Perlのカンファレンス。1999年から年に数回開催

### その他
- Akademy（英語版） – KDEデスクトップ環境のカンファレンス。1997年からヨーロッパで毎年開催
- ApacheCon（英語版） – Apache HTTP Serverのカンファレンス。2000年から年に1回または2回開催
- DjangoCon – Django Webフレームワークのカンファレンス。2008年から年に2回(ヨーロッパと米国でそれぞれ1回)開催
- DrupalCon – Drupalコンテンツ管理フレームワークのカンファレンス。2007年以降、年に2回(ヨーロッパと北米でそれぞれ1回)開催
- GUADEC – GNOMEデスクトップ環境の会議。2000年以降、ヨーロッパで毎年開催
- GNUHealthCon – GNU Healthに関する会議。2010年以降、毎年開催
- WordCamp – WordPressコンテンツ管理システムのイベント。2007年以降、世界中で頻繁に開催
- X.Org Developer's Conference (XDC)、X Developers' Summit (XDS) – 2005年以降、X.Org Foundationが主催する毎年恒例のイベント

### 廃止
- BeGeistert – Haikuオペレーティングシステムのカンファレンス。1998年から2005年まではBeOSのカンファレンスとして開催され、2006年から2016年まではHaikuのカンファレンスとしてヨーロッパで毎年開催
- Desktop Developers' Conference（英語版） – 2004年から2006年まで開催[要出典]
- GCC Summit（英語版） – 2003年から2010年までカナダのオンタリオ州オタワで開催[要出典]
- Gelato ICE – 2001年から2007年まで米国またはイタリアでGelato Federation（英語版）が毎年開催[要出典]
- Joomla World Conference – Joomlaコンテンツ管理システムのイベント。2011年から2019年まで世界中で頻繁に開催
- Linux Kongress – 1994年から2010年まで秋にドイツで開催
- Linuxシンポジウム – 1999年から2014年まで夏にカナダで開催
- Ubuntu開発者サミット – 2004年から2015年まで、ヨーロッパと北米で交互に年2回開催(Ubuntuのリリースに合わせて開催)
- Libre Graphics Meeting（英語版） – 2006年から2021年までヨーロッパまたはカナダで毎年5月に開催